# دونگا دراگوشا
دونگا دراگوشا (به صربی: Donja Draguša) یک منطقهٔ مسکونی در صربستان است که در بلاتسه واقع شده‌است. دونگا دراگوشا ۱۲۰ نفر جمعیت دارد.